# Irina Lăzăreanu
Irina Lăzăreanu (pronunția română: [iriˈna ləzəˈreanu]; n. 8 iunie 1982) este un model româno-canadian.

## Biografie
La vârsta de 5 ani, Lăzăreanu a emigrat în Canada din România, stabilindu-se împreună cu părinții la Montreal, în suburbia Saint-Hubert. La vârsta de 13 ani, s-a mutat la Londra pentru a studia balet, renunțând datorită unei probleme la genunchi. La 15 ani l-a întâlnit pe Pete Doherty, cu care a avut ulterior o relație și a fost chiar logodită în 2007.

## Cariera de model
La vârsta de 17 ani Lăzăreanu a participat la un casting și a semnat cu agenția de modelling Giovanni din Montreal, în speranța că veniturile o vor ajuta cu plata chiriei. Ea a avut aparițiile obișnuite, la Londra și Paris și a apărut ocazional la săptămânile modei din Barcelona, Australia și Madrid. Ea a fost aleasă de Kate Moss ca model pentru ediția din decembrie/ianuarie 2005/2006 a Vogue: Paris, pe care Moss a editat-o. Imediat după, a apărut și pe coperta ediției din ianuarie 2006 a Vogue Italia, fiind fotografiată de Steven Meisel. Lăzăreanu a devenit un model din ce în ce mai popular, deținând chiar recordul pentru cele mai multe apariții pe podium într-un singur sezon.
A prezentat colecții pentru mulți designeri de top, inclusiv Chanel, Balenciaga, Alexander McQueen, Anna Sui, Lanvin, Versace, și mulți alții. Lucrează cu agențiile The Society Management din New York City, Elite Model Management din Paris, Why Not Models din Milano, și Select Model Management din Londra.
În martie 2007, Lăzăreanu a fost aleasă de Kate Moss ca model pentru linia ei de îmbrăcăminte Topshop.

## Cariera muzicală
Lăzăreanu l-a cunoscut pe muzicianul Pete Doherty, pe atunci membru al The Libertines, la o petrecere în Shepherd's Bush, pe când studia baletul. Doherty și Lăzăreanu au fost atrași de interesul comun față de artiști ca Oscar Wilde și Nina Simone. Lăzăreanu a devenit apropiată de trupa lui Doherty, Babyshambles și a mers în turneu cu ei în 2004, deși a negat zvonul că ar fi cântat ca baterist în trupă.
Lăzăreanu l-ar fi ajutat pe Pete Doherty să scrie piesa "La Belle et la Bête", feat.Kate Moss, prezentă în albumul Down in Albion al celor de la Babyshambles.
În februarie 2007 Lăzăreanu a anunțat că va colabora cu Sean Lennon și Pete Doherty pentru un cover al melodiei lui Bob Dylan "Girl from the North Country".
În decembrie 2007, în timpul unei prezentări speciale pentru Chanel din Londra, Lăzăreanu a lansat patru melodii de pe albumul ei, care au fost folosite ca coloană sonoră a spectacolului. Sean Lennon a acompaniat-o la chitară.
În iunie 2010 Lăzăreanu a organizat un concert de binefacere la New York și urma să cânte cu Doherty, Lennon, Charlotte Kemp Muhl, și Adam Green. Doherty nu a putut intra în Statele Unite, în pofida faptului că avea o viză. Spectacolul a avut loc fără el.

## Viața personală
Lăzăreanu a fost logodită de două ori cu muzicianul Pete Doherty, mai întâi pentru o perioadă în 2004, după despărțirea acestuia de trupa sa, The Libertines și apoi pentru a doua oară în octombrie 2007. În 2012, ea a început o relație cu dansatorul Keir Knight; cei doi s-au căsătorit în luna august 2013. Nunta a avut loc la reședința lui John Lennon și Yoko Ono din Woodstock.